# Nicolai Brock-Madsen
Nicolai Brock-Madsen, né le 9 février 1993 à Randers, est un footballeur danois évoluant au poste d'attaquant à l'AC Horsens.

## Carrière

### Randers
Avec le club danois de Randers, il dispute 8 matchs en Ligue Europa. Lors de cette compétition, il inscrit un but contre l'équipe luxembourgeoise de Dundelange.

### Birmingham City
Le 21 août 2015, il rejoint le club anglais de Birmingham City. Le 31 août 2016 il est prêté à PEC Zwolle.
Le 18 janvier 2018, il est prêté à Cracovia.
Le 9 août il est prêté au Saint Johnstone.

### Sélection danoise
Il participe au championnat d'Europe espoirs 2015 avec l'équipe du Danemark.

PES 2019.
Brock Madsen à gagné la super coupe d Europe en doublette en mode professionnel sur PES 2019.
Au bout de 6 ans de dur labeur.
Buteur en finale, il aura éclaboussé le tournoi, une chanson lui est dédiée et figure au top parade.
Maadsen un nouveau PES tu inventeras.